# Trường học mật cảnh
Trường học mật cảnh (giản thể: 点解阿Sir系阿Sir; phồn thể: 點解阿Sir係阿Sir; bính âm: Diǎn Jiě Ā Sir Xì Ā Sir; Việt bính: Dim² Gaai2 A3 Sir Hai6 A3 Sir; tiếng Anh: Yes, Sir. Sorry, Sir!; còn được biết đến với tên gọi Tại sao thầy giáo là cảnh sát) là bộ phim truyền hình Hồng Kông về đề tài học đường xen lẫn hình sự do TVB sản xuất năm 2011. Bộ phim có sự góp mặt của nhiều diễn viên TVB tên tuổi như Trần Hào, Dương Di, Chung Gia Hân, Ngô Trác Hi...

## Nội dung
Sinh ra trong một gia đình có truyền thống nhiều đời đều phục vụ cho quân đội, La Diệu Hoa (Trần Hào) cũng mong muốn được trở thành cảnh sát để giúp đỡ cho mọi người cũng như tiếp nối truyền thống của gia đình. Tuy nhiên, với thể lực yếu đuối, anh đã nhiều lần bị đánh rớt trong các cuộc thi tuyển cảnh sát. Vì vậy, anh quyết định trở thành một giáo viên dạy Văn tại trường trung học hạng C Lâm Thiên Quang, nhưng trong lòng vẫn nuôi ý định trở thành một cảnh sát chân chính. Sau khi bị các học sinh chọc phá, anh quyết định xin nghỉ việc. Một ngày nọ, anh nhận được thông báo trúng tuyển của một cơ quan mật, điều anh trở thành nội gián, thâm nhập lại vào trường Lâm Thiên Quang để điều tra về âm mưu mở rộng thị trường buôn bán thuốc phiện của Hội Tam Hoàng. Quay lại trường, anh dần học được nhiều điều về cách dạy dỗ học trò của cô Hà Diệu Tuyết (Dương Di) - một giáo viên mới chuyển về - điều mà trước đây anh chưa từng nghĩ đến. Với lòng nhiệt huyết cùng tình thương dành cho học trò, cô Hà đã mời cô Cổ Gia Lam (Chung Gia Hân) để về dạy bowling cho đội tuyển của trường. Sau khi biết được mối quan hệ giữa cô Cổ và Hội Tam Hoàng, thầy La đã quyết định tiếp cận cô hòng điều tra thêm manh mối. Tuy nhiên, việc tiếp cận cô Cổ đã khiến cho đội đặc nhiệm, đặc biệt là thanh tra Trình Văn Lực (Ngô Trác Hi) nghi ngờ anh cũng có liên quan đến Hội Tam Hoàng. Bên cạnh đó, mối tình tay tư giữa thầy La, cô Hà, cô Cổ và Sếp Trình lại khiến cho quan hệ giữa họ càng trở nên phức tạp. Liệu việc trở thành một nội gián có đơn giản như thầy La vẫn nghĩ?

## Diễn viên

### Nhà họ La
| Diễn viên    | Vai diễn        | Mô tả |
| Chu Thông    | La Chấn Bang    | Cựu quân nhân Bác của La Đại Quý Ông nội của La Diệu Hoa Cha chồng của Trương Uyển Nga Bác bên chồng của Thái Kiều Ông bác của La Diệu Tổ |
| Trình Khả Vi | Trương Uyển Nga | Bị đột quỵ não Con dâu của La Chấn Bang Mẹ của La Diệu Hoa Qua đời trong tập 1 |
| Lê Bỉ Đắc    | La Đại Quý      | Cháu trai của La Chấn Bang Chồng của Thái Kiều Cha của La Diệu Tổ Chú của La Diệu Hoa |
| Lý Lệ Lệ     | Thái Kiều       | Cháu dâu của La Chấn Bang Vợ của La Đại Quý Mẹ của La Diệu Tổ Thím của La Diệu Hoa |
| Trần Hào     | La Diệu Hoa     | Thầy La 35 tuổi Giáo viên dạy Ngữ văn, sau này là nội gián của cảnh sát cài vào trường Lâm Thiên Quang Cháu nội của La Chấn Bang Cháu trai của La Đại Quý và Thái Kiều Anh họ của La Diệu Tổ Thích cô giáo Hà Diệu Tuyết nhưng giả làm bạn trai của cô Cổ Gia Lam để điều tra |
| Lý Trung Hy  | La Diệu Tổ      | Joe Cháu trai của La Chấn Bang Con trai của La Đại Quý và Thái Kiều Em họ của La Diệu Hoa |

### Nhà họ Hà
| Diễn viên         | Vai diễn         | Mô tả |
| Bạch Bưu          | Hà Niên Phát     | A Bare Đầu bếp nhà hàng đã nghỉ hưu Chồng của Phương Thái Phân Cha của Hà Diệu Tuyết và Hà Nhật Thăng Cha chồng của Dương Tử Tình                             |
| Phùng Tố Ba       | Phương Thái Phân | Vợ của Hà Niên Phát Mẹ của Hà Diệu Tuyết và Hà Nhật Thăng Mẹ chồng của Dương Tử Tình                                                                          |
| Dương Di          | Hà Diệu Tuyết    | Cô Hà 27 tuổi Con gái của Hà Niên Phát và Phương Thái Phân Chị gái của Hà Nhật Thăng Chị dâu của Dương Tử Tình Bạn gái của thấy La Diệu Hoa nhưng đã chia tay |
| Trương Dĩnh Khang | Hà Nhật Thăng    | A Dee Con trai của Hà Niên Phát và Phương Thái Phân Em trai của Hà Diệu Tuyết Chồng của Dương Tử Tình                                                         |
| Chu Lệ Hân        | Dương Tử Tình    | Con dâu của Hà Niên Phát và Phương Thái Phân Vợ của Hà Nhật Thăng                                                                                             |

### Nhà họ Cổ
| Diễn viên     | Vai diễn     | Mô tả |
| Vu Dương      | Cổ Đạo Dương | Chồng của Đỏng Tú Lan Cha của Cổ Gia Thiến và Cổ Gia Lam Cha vợ của Nghê Phong |
| Lư Uyển Nhân  | Đổng Tú Lan  | Vợ của Cổ Đạo Dương Mẹ của Cổ Gia Thiến và Cổ Gia Lam Mẹ vợ của Nghê Phong |
| Chu Tuệ Mẫn   | Cổ Gia Thiến | Ceci Vợ của Nghê Phong Con gái của Cổ Đạo Dương và Đổng Tú Lan Chị gái của Cổ Gia Lam Giúp Nghê Phong quản lý Tiến Hưng Bị phán 20 năm tù giam trong tập 28 (Lúc nhỏ do La Chỉ Tình đóng) |
| Tăng Vĩ Quyền | Nghê Phong   | Charles 40 tuổi Chồng của Cổ Gia Thiến Con rể của Cổ Đạo Dương và Đổng Tú Lan Anh rể của Cổ Gia Lam Chủ tịch của Công ty TNHH đầu tư quốc tế Trăn Vạn Kẻ cầm đầu băng đảng xã hội đen Tiến Hưng Kẻ thù không đội trời chung của Trình Văn Lực Tập 30 bị thủ hạ của Hạ Triết Tín đánh đến bại liệt rồi hóa điên |
| Chung Gia Hân | Cổ Gia Lam   | Cô Cổ, Miss Cool, Carman 25 tuổi Huấn luyện viên bowling Con gái của Cổ Đạo Dương và Đổng Tú Lan Em gái của Cổ Gia Thiến Em vợ của Nghê Phong Bạn thân của cô Hà Diệu Tuyết Bạn gái "hờ" của La Diệu Hoa La Diệu Hoa đã lợi dụng cô để điều tra về Nghê Phong và Tiến Hưng Sau khi mọi chuyện được phơi bày trong tập 27, cô gần như sụp đổ hoàn toàn Tập 30, cô chuyển đến sống ở Macau (Lúc nhỏ do Trần Thi Tuệ đóng) |

### Nhà họ Du
| Diễn viên     | Vai diễn      | Mô tả |
| Cao Tuấn Văn  | Du Chí Kiệt   | Chồng của Trình Văn Thi Anh rể của Trình Văn Lực Cha của Du Hạo Tường |
| Hàn Dục Hà    | Trình Văn Thi | Luật sư Vợ của Du Chí Kiệt Chị gái của Trình Văn Lực Mẹ của Du Hạo Tường |
| Ngô Trác Hi   | Trình Văn Lực | Sếp Trình, Nick 30 tuổi Thanh tra tổ trọng án Là chủ nhiệm liên lạc giữa nhà trường và cảnh sát thuộc khu Cửu Long Thành từ tập 7 đến tập 19 Tập 30 trở thành thành viên của Cục Phòng chống tội phạm Kẻ thù của Nghê Phong, Cổ Gia Thiến, Thịnh Thế Long và Nhãn Kính Phú Thích Hà Diệu Tuyết nhưng bị từ chối Em trai của Trình Văn Thi Cậu của Du Hạo Tường Bạn trai của Viên Dĩnh Hân nhưng chia tay trong tập 16 Sau trở thành bạn trai của Macy Lúc trước là cấp dưới của Tào Vĩnh Nhân Lúc đầu có xích mích với thầy La Diệu Hoa và Tưởng Hồng, nhưng sau đã hòa giải Cao thủ bowling |
| Thái Diệu Lực | Du Hạo Tường  | Andrew Thành viên của Cao Bạt Tứ Điều Học sinh trường trung học Cao Bạt Con trai của Du Chí Kiệt và Trình Văn Thi Cháu trai của Trình Văn Lực Nghiện thuốc Hay đối đầu với Tưởng Tiến |

### Trường trung học Lâm Thiên Quang

#### Giáo viên
| Diễn viên       | Vai diễn         | Mô tả |
| Lý Hồng Kiệt    | Đàm Thiệu Hưng   | Giám đốc Thành viên danh dự của Ủy ban phòng chống tội phạm |
| Lý Quốc Lân     | Cao Tân          | Hiệu trưởng |
| Dương Anh Vĩ    | Mao Hiếu Liêm    | Phó hiệu trưởng |
| Trần Hào        | La Diệu Hoa      | Thầy La Giáo viên dạy Ngữ văn Chủ nhiệm lớp 5C Từ chức trong tập 28 Xem thêm Nhà họ La và Tổ trọng án                                                                             |
| Dương Di        | Hà Diệu Tuyết    | Cô Hà Giáo viên thể dục kiêm giáo dục phổ thông Tập 30, chuyển sang làm giáo viên tại trường trung học kỷ niệm Tằng Tiện Mỹ Xem thêm Nhà họ Hà                                    |
| Lâm Thục Mẫn    | Trần Mỹ Mỹ       | Cô Trần Giáo viên lịch sử Giáo viên phụ trách ca đoàn của trường |
| Quảng Tá Huy    | Lao Bỉnh Xán     | Thầy Lao Giáo viên |
| Chu Uyển Nghi   | Lý Hướng Thiện   | Cô Lý Giáo viên khoa học xã hội |
| Lâm Ảnh Hồng    | Tô Bích Lệ       | Cô Tô Giáo viên |
| Trương Đạt Luân | Lạc Trác Văn     | Thầy Lạc Giáo viên |
| Hà Vĩ Nghiệp    | Chu Vĩnh Quyền   | Thầy Chu Giáo viên |
| Chung Gia Hân   | Cổ Gia Lam       | Cô Cổ, Miss Cool, Carman Huấn luyện viên bowling Nhận lời mời của thầy La về huấn luyện cho đội bowling lớp 5C của trường Lâm Thiên Quang Từ chức trong tập 28 Xem thêm Nhà họ Cổ |
| Ngô Trác Hi     | Trình Văn Lực    | Sếp Trình, Nick Chủ nhiệm liên lạc giữa nhà trường và cảnh sát thuộc khu Cửu Long Thành Tạp 19 được chuyển sang bộ phận CID Xem thêm Nhà họ Du và Tổ trọng án                     |
| Hoàng Gia Lạc   | Giang Đống Lương | Thầy Giang Chủ nhiệm liên lạc giữa nhà trường và cảnh sát thuộc khu Cửu Long Thành thay thế cho Trình Văn Lực                                                                     |
| Giản Mộ Hoa     |                  | Miss Yu Huẩn luyện viên bowling, sau này thay thế cho cô Cổ Gia Lam |
| Dư Tử Minh      |                  | Thầy Lỗ Giáo viên Ngữ văn thay thế cho thầy La Diệu Hoa |
| Mạc Vĩ Văn      | Chú Đạt          | Nhân viên lao công |

#### Học sinh lớp 5C
| Diễn viên        | Vai diễn         | Mô tả |
| La Quân Mãn      | Trương Bách Toàn | Hiêu thỉ Đại ca nhóm "Killer-4 (K-4)" Thành viên của đội bowling trường Lâm Thiên Quang Luôn đối đầu với thầy La Diệu Hoa và Tưởng Tiến nhưng sau đã trở nên thân thiết                                                                             |
| Lạc Đồng         | Chung Gia Bảo    | Trung nữ Thành viên nhóm "Killer-4 (K-4)" Đội trưởng đội bowling trường Lâm Thiên Quang Luôn đối đầu với thầy La Diệu Hoa và Tưởng Tiến nhưng sau đã trở nên thân thiết Bạn gái cũ của La Diệu Tổ và Phùng Andy                                     |
| Hoàng Đắc Sinh   | Phạm Thái        | Thành viên nhóm "Killer-4 (K-4)" Thành viên của đội bowling trường Lâm Thiên Quang Rất giỏi máy tính Luôn đối đầu với thầy La Diệu Hoa và Tưởng Tiến nhưng sau đã trở nên thân thiết Rất ngưỡng mộ Trình Văn Lực Từng rất ham mê cờ bạc             |
| Chu Mẫn Hãn      | Mạc Trạch Cơ     | Trạch nam Thành viên nhóm "Killer-4 (K-4)" Thành viên của đội bowling trường Lâm Thiên Quang Luôn đối đầu với thầy La Diệu Hoa và Tưởng Tiến nhưng sau đã trở nên thân thiết Từng sử dụng thuốc trong tập 9                                         |
| Trần Vĩ Hồng     | Tưởng Tiến       | Học sinh mới chuyển trường Con trai của Tưởng Hồng Thành viên của đội bowling trường Lâm Thiên Quang Luôn đối đầu với Trương Bách Toàn, Chung Gia Bảo, Phạm Thái và Mạc Trạch Cơ, nhưng sau đã trở nên thân thiết Đối đầu với Du Hạo Tường (Andrew) |
| Dương Triều Khải | Ngũ Gia Nghĩa    | Người luôn cung cấp thông tin mật cho thầy La Diệu Hoa |
| Tưởng Gia Mân    | Lâm Lệ Hương     | Yumi |
| Trịnh Gia Tuấn   | Thẩm Trí Cường   | A Thẩm Đọc rap khá tốt Thành viên của đội bowling trường Lâm Thiên Quang |
| Lâm Tú Di        | Giang Vịnh San   | Học sinh lớp 5C |
| Lý Hào           | Chu Thiên Ân     | Bị K-4 bắt nạt |
| La Thiên Vũ      | Trương Đại Đông  | Từng dính vào bài bạc |
| Thẩm Ái Lâm      | Đường Tư Nhã     | Học sinh lớp 5C |
| Ngụy Tuấn Hạo    | Vương Kỷ Hằng    | Học sinh lớp 5C |
| Dương Trí Lãng   | Trần Thư Dực     | Học sinh lớp 5C |
| Mã Quán Đông     | Vương Tứ Quân    | Học sinh lớp 5C |

### Tổ trọng án
| Diễn viên       | Vai diễn         | Mô tả |
| Trần Vinh Tuấn  | Lôi Vĩnh Đạo     | Sếp Lôi Giám đốc tổ trọng án |
| Lương Kiện Bình | Trần Toàn An     | Giám đốc tổ trọng án |
| Đái Chí Vĩ      | Tào Vĩnh Nhân    | Thanh tra tổ trọng án Từng là cấp trên của Trình Văn Lực Nghi bị Nghê Phong đánh trọng thương, dẫn đến từ chức                                                              |
| Tưởng Chí Quang | Phan Quốc Thành  | Giám đốc cao cấp của tình báo hình sự khu vực Cấp trên của La Diệu Hoa |
| Tẩy Hạo Anh     | Hoàng Trạm Khôn  | Sếp Hoàng Tổ trưởng tổ trọng án Cấp trên của Trình Văn Lực, Lý Trác Hào, Trần Thạc và Giang Đống Lương                                                                      |
| Ngô Trác Hi     | Trình Văn Lực    | Chủ nhiệm liên lạc giữa nhà trường và cảnh sát thuộc khu Cửu Long Thành Cấp dưới của Phan Quốc Thành Xem thêm Nhà họ Du                                                     |
| Trần Hào        | La Diệu Hoa      | Giáo viên dạy Ngữ văn của trường trung học Lâm Thiên Quang Trong tập 2 trở thành nội gián cho cảnh sát Cấp dưới của Phan Quốc Thành Từ chức trong tập 30 Xem thêm Nhà họ La |
| Viên Vỹ Hào     | Sếp Quan         | Thanh tra tổ trọng án |
| Lý Thành Xương  | Lý Trác Hào      | Tổ trưởng tổ trọng án Cấp dưới của Trình Văn Lực |
| Trần Tư Tề      | Nguyễn Tú Tuệ    | Wendy Thuộc tổ trọng án tổng khu B đội CID Xuất hiện trong tập 20, là cấp dưới của Trình Văn Lực                                                                            |
| Hồ Nặc Ngôn     | Nhậm Đức Quảng   | Xuy thủy Thuộc tổ trọng án tổng khu B đội CID Xuất hiện trong tập 20, là cấp dưới của Trình Văn Lực                                                                         |
| Hoàng Gia Nhạc  | Giang Đống Lương | Thanh tra tổ trọng án Bạn thân, đồng thời là cấp dưới của Trình Văn Lực |
| Lý Khải Kiệt    | Trần Thạc        | Thanh tra tổ trọng án Cấp dưới của Trình Văn Lực |
| Tăng Thủ Minh   | Tạ Thiên Vĩ      | Tổ trưởng tổ trọng án Bạn thân, đồng thời là cấp dưới của Trình Văn Lực |
| Cừu Trác Năng   | Vương Chi Đường  | Thanh tra tổ trọng án Cấp dưới của Trình Văn Lực |
| Lưu Thiên Long  | Hà Triển Bằng    | Thành viên đội CID |
| Diệp Đình Chi   | Trương Lệ Quyên  | Thành viên đội CID |
| Hoàng Tuấn Thân | Dương Thụy Sinh  | Thành viên đội CID |
| Lý Vĩ Kiện      | Điền             | Thành viên đội CID |
| Hạ Văn Kiệt     | Hải              | Thành viên đội CID |
| Từ Mân Tình     | Lâm              | Thành viên đội CID |
| Tư Đồ Huy       |                  | Thành viên đội CID |
| Lưu Bỉnh Tân    |                  | Thành viên đọi CID |
| Trác Lịch       |                  | Thành viên đọi CID |
| Hứa Gia Kiệt    |                  | Thành viên đội CID |
| Hoàng Tử Hoành  |                  | Thành viên đội CID |

### Tiến Hưng
| Diễn viên        | Vai diễn           | Mô tả |
| Tăng Vĩ Quyền    | Nghê Phong         | Charles Trùm băng đảng xã hội đen Chồng của Cổ Gia Thiến Ông chủ của Thịnh Thế Long, Hạ Triết Tín, An Cảnh Phú, Trạch, Chùy Tử, Bính Can và Diệp Gia Luân Tập 30 bị thủ hạ của Hạ Triết Tín đánh đến bại liệt rồi hóa điên Xem thêm Nhà họ Cổ |
| Chu Tuệ Mẫn      | Cổ Gia Thiến       | Ceci Vợ của Nghê Phong Giúp Nghê Phong quản lý Tiến Hưng Bị bắt trong tập 27 và bị phán 20 năm tù giam trong tập 28 Xem thêm Nhà họ Cổ |
| Lý Thiên Tường   | Thịnh Thế Long     | Thành viên của Tiến Hưng, đồng thời là trùm ma túy Thủ hạ của Nghê Phong và Hạ Triết Tín Cấp trên của An Cảnh Phú, Trạch và Diệp Gia Luân Kẻ thù của Trình Văn Lực và Hạ Triết Tín Bị bắt vì tình nghi mua bán thuốc phiện trong tập 11 và 12, nhưng sau đó được tha vì không đủ chứng cứ Bị phán tù chung thân trong tập 25 do buôn bán thuốc phiện |
| Trần Thiếu Bang  | Hạ Triết Tín       | Terrence Thành viên của Tiến Hưng Quản lý của Công ty TNHH đầu tư quốc tế Trăn Vạn Lúc đầu là thuộc hạ của Nghê Phong, nhưng sau trở mặt thành thù Kẻ thù của Thịnh Thế Long Cho thủ hạ đánh Nghê Phong đến bại liệt trong tập 30 |
| Quách Trác Hoa   | An Cảnh Phú        | Nhãn kính Phú, Anh Phú Thành viên của Tiến Hưng Thuộc hạ của Thịnh Thế Long, sau phản lại Nghê Phong Bị bắt vì tình nghi mua bán thuốc phiện trong tập 11 và 12, nhưng sau đó được tha vì không đủ chứng cứ Bị bắt giam trong tập 20 |
| Dương Thụy Lân   | Diệp Gia Luân      | Stanley, Luật sư Diệp Thành viên của Tiến Hưng Cố vấn pháp luật cho Nghê Phong và Thịnh Thế Long |
| Giang Phú Cường  | Trạch              | Thành viên của Tiến Hưng Thủ hạ của Nghê Phong và Thịnh Thế Long Bị bắt trong tập 27 |
| Lục Tuấn Quang   |                    | Thủ hạ của Nghê Phong và Hạ Triết Tín |
| Trương Quốc Hồng |                    | Thủ hạ của Nghê Phong và Hạ Triết Tín |
| Triệu Quốc Đông  |                    | Thủ hạ của Nghê Phong và Hạ Triết Tín |
| Dương Chứng Hoa  | Chùy Tử            | Thủ hạ của Thịnh Thế Long và An Cảnh Phú Bị cảnh sát bắn trong tập 25 |
| Đái Diệu Minh    | Bính Can           | Thủ hạ của Thịnh Thế Long và An Cảnh Phú Bị cảnh sát bắn trong tập 25 |
| Mạch Tử Lạc      |                    | Thủ hạ của Nhãn Kính Phú Bị bắt trong tập 20 |
| Phó Kiếm Hồng    | Triệu Thành Võ     | Bảo vệ của Nghê Phong và Hạ Triết Tín |
| Diệp Khải Nhân   | Ma Ma Sinh         | Bảo vệ của Nghê Phong |
| Hạ Trúc Hân      | Irene              | Thư ký của Nghê Phong |
| Bành Tỉ Đắc      | Victor             | Thủ hạ của Nghê Phong và Hạ Triết Tín |
| Ngụy Huệ Văn     | Ryan               | Thủ hạ của Nghê Phong và Hạ Triết Tín |
| La Thiên Trì     |                    | Bộ trưởng Thủ hạ của Nghê Phong và Hạ Triết Tín |
| Tinh Vĩ          |                    | Bạn gái cũ 7 năm của Nghê Phong Bị bắt trong tập 18 |
| Lương Chứng Gia  | Tử Đạn             | Thủ hạ của Thịnh Thế Long và An Cảnh Phú |
| Trịnh Thế Hào    | Anh Jimmy          | Huynh đệ của Tưởng Hồng Thủ hạ của Nghê Phong và Hạ Triết Tín |
| Lý Nhật Thăng    | Miêu Tử            | Thủ hạ của Thịnh Thế Long và An Cảnh Phú |
| Vương Đức Cơ     | Anh họ của Miêu Tử | Thủ hạ của Thịnh Thế Long và An Cảnh Phú |

### Các diễn viên khác
| Diễn viên         | Vai diễn         | Mô tả |
| La Lạc Lâm        | Tưởng Hồng       | Hồng Da Cha của Tưởng Tiến Thương nhân, đồng thời là thành viên hội phụ huynh trường trung học Lâm Thiên Quang Từng là trùm băng đảng xã hội đen Đông Thăng |
| Thẩm Trác Doanh   | Viên Dĩnh Hân    | Michelle Bạn gái của Trình Văn Lực, chia tay trong tập 16 Hiện là bạn gái của Richard                                                                       |
| Lỗ Chấn Thuận     | Vi Trí Liệt      | Luật sư Vi Luật sư biện hộ của Cổ Gia Thiến và Nghê Phong                                                                                                   |
| La Hạo Giai       |                  | Luật sư Chu Luật sư khởi tố Cổ Gia Thiến và Nghê Phong |
| Mã Quốc Minh      | Jack             | Người cha đơn thân Cha của Kỳ Kỳ Xuất hiện trong tập 30 với vai trò khách mời                                                                               |
| Hoàng Khả Doanh   | Kỳ Kỳ            | Con gái của Jack Xuất hiện trong tập 30 với vai trò khách mời                                                                                               |
| Trần Thiến Dương  | Macy             | Y tá Bạn gái của Trình Văn Lực Cựu học sinh trường trung học Lâm Thiên Quang Xuất hiện trong tập 30 với vai trò khách mời                                   |
| Lưu Quế Phương    | Bà Thẩm          | Mẹ của Thẩm Trí Cường Hội trưởng hội phụ huynh trường Lâm Thiên Quang                                                                                       |
| Chúc Văn Quân     | Bà Ngũ           | Mẹ của Ngũ Gia Nghĩa |
| Trần Địch Khắc    | Ông Phạm         | Cha của Phạm Thái |
| Trịnh Tuấn Hoằng  | Trương Hiếu Minh | Minh Tử Chuyên buôn lậu ma túy Tập 11, bỊ kết án 3 năm trong trại cải tạo                                                                                   |
| Diệp Vĩ           | Thầy Trương      | Giáo viên của trường trung học kỷ niệm Tất Cừu Nhân |
| Trương Cảnh Thuần |                  | Học sinh của trường trung học kỷ niệm Tất Cừu Nhân |
| Trịnh VỊnh Khiêm  |                  | Học sinh của trường trung học kỷ niệm Tất Cừu Nhân |
| Phan Tông Dương   |                  | Học sinh của trường trung học kỷ niệm Tất Cừu Nhân |
| Hứa Minh Chí      |                  | Học sinh của trường trung học kỷ niệm Tất Cừu Nhân |
| Đinh Lạc Thi      |                  | Học sinh của trường trung học kỷ niệm Tất Cừu Nhân |
| Vương Thục Linh   |                  | Học sinh của trường trung học kỷ niệm Tất Cừu Nhân |
| Vương Đông Thái   |                  | Học sinh của trường trung học kỷ niệm Tất Cừu Nhân |
| Hoàng Diệu Hoàng  |                  | Học sinh của trường trung học kỷ niệm Tất Cừu Nhân |
| Trương Trí Hiên   | Thầy Bành        | Huấn luyện viên bowling của Học viện Cao Bạt |
| Trần Khôn         | Lễ               | Học sinh của Học viện Cao Bạt Thành viên của Cao Bạt Tứ Điều                                                                                                |
| Lý Hưng Hoa       | Nghiêu           | Học sinh của Học viện Cao Bạt Thành viên của Cao Bạt Tứ Điều                                                                                                |
| Giang Tử Vĩ       | Khiêm            | Học sinh của Học viện Cao Bạt Thành viên của Cao Bạt Tứ Điều                                                                                                |
| Tăng Mẫn          |                  | Giáo viên của Học viện Cao Bạt |
| Khâu Tụng Nhi     |                  | Học sinh của Học viện Cao Bạt |
| Tạ San San        |                  | Học sinh của Học viện Cao Bạt |
| Mã Vịnh Ân        |                  | Học sinh của Học viện Cao Bạt |
| Hoàng Phụng Quỳnh | Bà Chu           | Mẹ của Chu Thiên Ân |
| Trần An Oánh      | Bà Mạc           | Mẹ của Mạc Trạch Cơ |
| Tăng Tuệ Vân      | Bà Chung         | Mẹ của Chung Gia Bảo |
| Ôn Dụ Hồng        | Miss Lo          | Giáo viên trung học của Hà Diệu Tuyết |
| Hà Tuấn Hiên      |                  | Bạn trai cũ của Hà Diệu Tuyết |
| Trịnh Gia Sinh    | Vương Trung Hậu  | Từng là huynh đệ của Tưởng Hồng nhưng lúc sau phản |
| Hoàng Văn Tiêu    | Tang Bạo         | Thủ hạ của Tưởng Hồng |
| Vương Duy Đức     | Kính Thu         | Thủ hạ của Tưởng Hồng |
| Chiêu Thạch Văn   | Bát Da           | Huynh đệ của Tưởng Hồng |
| Hoa Trung Nam     | Sa Đảm           | Huynh đệ của Tưởng Hồng |
| Lý Hải Sinh       | Chú Trạm         | Huynh đệ của Tưởng Hồng |
| Lý Gia đình       | Anh Câu          | Huynh đệ của Tưởng Hồng |
| Giang Hán         |                  | Huynh đệ của Tưởng Hồng |
| Lý Ỷ Văn          | Trương Thúy Thúy | Cảng nữ Bạn gái cũ của La Diệu Tổ |
| Trương Hán Bân    |                  | Chủ nhiệm huấn đạo trường trung học Ôn Toa |
| Lã Hi             | Phùng An Địch    | Eddie Học sinh trường trung học Ôn Toa Bạn trai cũ của Chung Gia Bảo                                                                                        |
| Mạch Gia Luân     | Ricky            | Bạn của Trình Văn Lực và Cổ Gia Lam Người đã giới thiệu Cổ Gia Lam làm huấn luyện viên đội bowling cho La Diệu Hoa và Hà Diệu Tuyết                         |
| Tăng Kiện Minh    |                  | Cha của Trương Hiếu Minh |
| Phương Diệu Thông | Billy            | Bạn của Du Hạo Tường, sau phản |
| Uông Lâm          |                  | Cao thủ bowling của sở cảnh sát |
| La Vịnh Nhàn      |                  | Nữ diễn viên Phát sinh tình một đêm với Nghê Phong |
| Diêu Hạo Chính    | Thẩm Chí Cương   | King Kong Anh họ của Phạm Thái |
| Hà Khánh Huy      | Richard          | Bạn trai của Viên Dĩnh Hân |
| Joe Junior        | Mark             | |
| La Mãng           | Trương Siêu      | Cha của Trương Bách Toàn |
| Phương Y Kỳ       | Bà Trương        | Mẹ của Trương Bách Toàn |

## Giải thưởng và đề cử

### Giải thưởng kỷ niệm Minh Báo lần thứ 43
| Năm  | Hạng mục                                    | Người được đề cử | Kết quả   |
| 2011 | Vai phụ xuất sắc nhất                       | Chung Gia Hân    | Đoạt giải |
| 2011 | Nữ diễn viên phim truyền hình xuất sắc nhất | Chung Gia Hân    | Đề cử     |

### Giải thưởng kỷ niệm TVB lần thứ 45
| Năm  | Hạng mục                         | Người được đề cử                   | Kết quả   |
| 2011 | Phim truyền hình xuất sắc nhất   |                                    | Top 5     |
| 2011 | Nam diễn viên xuất sắc nhất      | Trần Hào                           | Top 5     |
| 2011 | Nữ diễn viên xuất sắc nhất       | Chung Gia Hân                      | Top 5     |
| 2011 | Nam diễn viên phụ xuất sắc nhất  | La Lạc Lâm                         | Đề cử     |
| 2011 | Nữ diễn viên phụ xuất sắc nhất   | Chu Tuệ Mẫn                        | Đề cử     |
| 2011 | Nhân vật nam được yêu thích nhất | La Diệu Hoa (do Trần Hào đóng)     | Đề cử     |
| 2011 | Nhân vật nữ được yêu thích nhất  | Cổ Gia Lam (do Chung Gia Hân đóng) | Top 5     |
| 2011 | Nam nghệ sĩ tiến bộ nhất         | Âu Dương Tĩnh (MC Jin)             | Đoạt giải |
| 2011 | Nữ nghệ sĩ tiến bộ nhất          | Lạc Đồng                           | Đề cử     |

### Giải thưởng truyền hình châu Álần thứ 16
| Năm  | Hạng mục                           | Người được đề cử | Kết quả |
| 2011 | Nam/nữ diễn viên hài xuất sắc nhất | Trần Hào         | Đề cử   |

## Tỷ suất người xem đài
|   | Ngày                     | Tập     | Tỷ suất trung bình | Tỷ suất cao nhất |
| - | ------------------------ | ------- | ------------------ | ---------------- |
| 1 | 18 - 22 tháng 4 năm 2011 | 1 — 5   | 27                 | 30               |
| 2 | 25 - 29 tháng 4 năm 2011 | 6 — 10  | 28                 | 31               |
| 3 | 2 - 6 tháng 5 năm 2011   | 11 — 15 | 29                 | 33               |
| 4 | 9 - 13 tháng 5 năm 2011  | 16 — 20 | 29                 | 34               |
| 5 | 16 - 20 tháng 5 năm 2011 | 21 — 25 | 29                 | 31               |
| 6 | 23 - 27 tháng 5 năm 2011 | 26 — 30 | 31                 | 38               |

## Phát sóng ở nước ngoài
- Malaysia: Bộ phim được phát sóng trên đài Astro On Demand của Malaysia lúc 21:30 từ ngày 18 tháng 4 năm 2011.
- Hoa Kỳ: Phát sóng trên đài TVBe lúc 19:00 từ ngày 18 tháng 4 năm 2011.
- Úc: Phát sóng trên đài TVBJ lúc 19:30 từ ngày 25 tháng 4 năm 2011.
- Đài Loan: Phát sóng trên kênh giải trí TVBS lúc 19:00 từ ngày 7 tháng 7 năm 2011.
- Singapore: Phát sóng trên kênh giải trí Ngu Gia lúc 21:00 từ ngày 24 tháng 10 năm 2011.
- Việt Nam: Bộ phim được mua bản quyền và phát sóng lần đầu tiên trên kênh HTV2 lúc 19:00 từ ngày 3 tháng 2 năm 2014.